# Kleiner Warzenkäfer

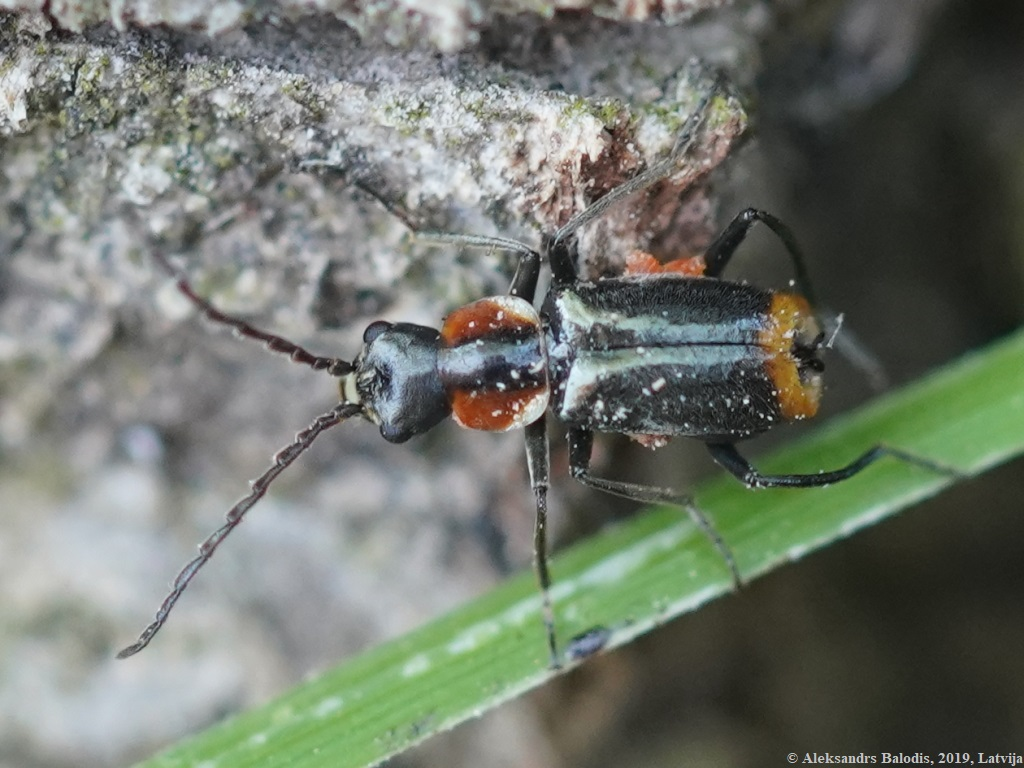
Axinotarsus pulicarius, Männchen

Der Kleine Warzenkäfer (Axinotarsus pulicarius) ist ein Käfer aus der Unterfamilie der Zipfelkäfer (Malachiinae). Axinotarsus pulicarius ist neben A. marginalis und A. ruficollis eine von drei in Mitteleuropa vorkommenden Arten der Gattung Axinotarsus.

## Merkmale
Die länglichen Käfer erreichen eine Länge zwischen 3 und 3,7 mm. Die Käfer besitzen eine schwarze Grundfärbung. Der Vorderkopf ist hellgelb, die Seitenränder des Halsschilds rötlich sowie die Flügeldeckenspitzen gelbrot. Die Käfer weisen eine feine anliegende Behaarung auf. Die Fühler sind rotbraun. Das erste Fühlerglied ist etwas dunkler als die restlichen. Die Weibchen besitzen eine weniger schlanke Gestalt. Der Hinterleib der Weibchen ragt im Gegensatz zu den Männchen über das hintere Ende der Flügeldecken hinaus.

## Ähnliche Arten
- A. marginalis – die Käfer sind kleiner; hellere Färbung der vorderen und mittleren Tibien[3]
- A. ruficollis – der Halsschild ist einfarbig rot gefärbt[3]

## Verbreitung
Axinotarsus pulicarius ist in Europa weit verbreitet. Das Verbreitungsgebiet reicht von der Iberischen Halbinsel und Italien über Mitteleuropa bis nach Süd-Skandinavien. In Südengland ist die Art lokal vertreten. Im Osten reicht das Vorkommen bis in den Kaukasus.

## Lebensweise
Die Käfer findet man an blühenden Gräsern, insbesondere an Wolligem Honiggras (Holcus lanatus) und Gewöhnlichem Knäuelgras (Dactylus glomerata). Dort saugen sie an Pollen. Die Flugzeit dauert von Mai bis Juli.

## Taxonomie
In der Literatur werden für die Art folgende Synonyme verwendet:
- Malachius pulicarius Fabricius, 1777